# Église polonaise-catholique
La Kościół Polskokatolicki w Rzeczypospolitej Polskiej (Église polonaise-catholique en République de Pologne) est une église vieille-catholique en Pologne qui appartient à l'Union d'Utrecht. Elle est également membre du Conseil œcuménique des Églises. En 2009, elle compte environ 23 000 fidèles.

## Histoire
L'Église polonaise-catholique a été créée en Pologne au début du XXe siècle par les immigrants catholiques polonais de retour des États-Unis qui appartenait à l'Église catholique nationale polonaise. En 1924, la première paroisse a été créée en Cracovie.
Après 1945, les autorités communistes polonaises ne sont pas favorables à la légalisation de l'Église catholique nationale polonaise, puisque son chef, Mgr Franciszek Hodur (en), est citoyen des États-Unis.
En 1951, sous la pression des  communistes, le diocèse de Cracovie de l'Église catholique nationale polonaise se déclare indépendante de son église mère. Cela est dû en partie à la suite de l'arrestation de l'évêque Mgr Józef Padewski (en) et du père Edward Narbutt-Narbuttowicz (pl). À l'automne 1951, l'Église change son nom en « Église catholique polonaise ». On reproche au nouveau chef de l'Église, le père Józef Dobrochowski (pl), en étroite coopération avec le père Eugeniusz Kriegelewicz (pl), d'être trop proche des autorités communistes. L'Église organise des messes pour la célébration de l'anniversaire de la Constitution polonaise de 1952. Il s'agit de favoriser une Église polonaise plus souple envers le pouvoir que l'Église catholique en communion avec le pape.
L'Église retrouve son indépendance après la chute du communisme. 
Le 26 mai 2000 l'Église polonaise-catholique et l'Église catholique de Pologne décident de coopérer.
En 2003, alors que l'Église catholique nationale polonaise quitte l'Union d'Utrecht, l'Église polonaise-catholique décide d'y rester.

## Organisation
En 2009, l'Église polonaise-catholique se compose de 80 paroisses avec 111 prêtres. 
Un prêtre doit être un homme, diplômé de l'Académie de théologie chrétienne de Varsovie, spécialisé en théologie vieille-catholique et du Séminaire de l'Église polonaise-catholique de Varsovie. Contrairement à Église catholique nationale polonaise en Amérique du Nord, l'Église polonaise-catholique maintient le célibat des prêtres.
Les évêques sont ordonnés par trois évêques membres de l'Union d'Utrecht. Le supérieur de l'Église est choisi par le Synode national.

### Liste des supérieurs de l'Église polonaise-catholique
- 1931 - 1951 - Mgr Józef Padewski (pl), de son vrai nom Józef Podeszwa (nommé par l'Église catholique nationale polonaise en Amérique du Nord)
- 1951 - 1957 - Collège épiscopal avec Mgr Julian Pękala (pl) et Mgr Józef Dobrochowski (pl),
- 1957 - 1958 - Mgr Julian Pękala (pl) [1904-1977)
- 1959 - 1965 - Mgr Maksymilian Rode (pl) (1911[1999)
- 1965 - 1975 - Mgr Julian Pękala (pl) (pour la deuxième fois)
- 1975 - 1994 - Mgr Tadeusz Majewski (pl) (1926-2002)
- 1995 - Mgr Wiktor Wysoczański (né en 1939)